# Luna Lunera
Luna Lunera ist ein 1999 veröffentlichter Roman von Rosa Regàs Páges.
Neben anderen Werken von Rosa Regàs hat auch ihr Roman „Luna Lunera“ 1999 einen Preis gewonnen: „El premio Ciutat de Barcelona de novela en castellano“ (Preis der Stadt Barcelona für einen Roman in kastilischer Sprache). Ihr Werk wurde geehrt, weil Regàs mit ihrer narrativen Sprache die finstere Zeit des spanischen Bürgerkrieges aus Sicht der allgemeinen Memoria darstellen konnte. Anzumerken ist außerdem, dass sie den Roman genau 60 Jahre nach Ende des spanischen Bürgerkriegs veröffentlichte.

## Inhalt
Insgesamt geht es in dem Roman um vier Enkel, die sich am Sterbebett ihres Großvaters an die Geschichte und das Schicksal ihrer Familie erinnern. Ihr Schicksal wurde stark von diesem autoritären Mann beeinflusst, der überzeugt davon war, ein Gesandter Gottes zu sein. Die Probleme in ihrer Kindheit werden durch die Stimmen der vier Enkel erzählt, die unter der Überwachung des Großvaters leben mussten. Die Haupterzählerin ist dabei Anna. Die vier Kinder sind am Sterbebett des Großvaters bereits erwachsen und versuchen das Puzzle ihrer Vergangenheit fertigzustellen. Sie rekonstruieren die Geschichte einer zerbrochenen Familie, die durch den spanischen Bürgerkrieg und den Großvater getrennt worden war. Denn bei Anbruch des Bürgerkriegs wurden die Kinder ins Ausland geschickt. Als sie sich nach dem Krieg im Haus des Großvaters wieder treffen, müssen sie zunächst ihre Sprachbarriere überwinden, um dann ihre totgeschwiegene Vergangenheit ans Licht zu bringen. Ihre Mutter kämpft darum, sie aus dieser diktatorischen Überwachung zu befreien. Den Kindern wird ihre Geschichte zum größten Teil von den Küchenfrauen erzählt, die mit hohen Strafen dafür rechnen müssen.
Im Laufe der Kindheit der Enkel leert sich das Haus des Großvaters immer mehr, da er seine Kinder im Krieg verloren oder danach verstoßen hat. Auch den Vater und die Mutter der Kinder hatte er verstoßen, da sie im Bürgerkrieg auf der „falschen“ Seite (auf der der Republikaner) gestanden hatten. Die Kinder leben in einem „Irrenhaus“, da die Überlebenden der Familie vom Krieg traumatisiert sind. Der Großvater versucht die Erinnerung der Enkel auszulöschen und ihnen seine Geschichte einzuprägen. Doch das Entreißen der individuellen Vergangenheit misslingt. Nach dem Tod üben die Enkel Rache an ihrem Großvater und schänden seinen Leichnam. Damit ist die Memoria abgeschlossen und die Kinder können ihre Vorstellung von einem selbst bestimmten Leben ausführen.
In Regàs’ Roman spielen die Frauen als Hüterinnen der Erinnerung eine wichtige Rolle. Alles deutet auf eine verschlossene, unterdrückende und männliche Welt hin. Erwähnt wird dabei Gewalt, auch gegenüber den Frauen, mit der Rosa Regàs die Nachkriegszeit verdeutlichen will. Doch das Licht im Hof und der Titel „Luna Lunera“, ein bekanntes spanisches Volkslied, symbolisieren den Weg der Befreiung, des Glücks und der Hoffnung der Enkel, die sich nach dem Tod des Großvaters sehnen. Dieser autoritäre Mann symbolisiert in dem Werk von Regàs das diktatorische System unter Franco, das bis 1975 anhielt. Regàs setzt den Tod des Großvaters allerdings 1965 an, zeigt also die langsam ansteigenden Befreiungsaktionen zehn Jahre vor dem Tod Francos.

## Rezeption
Diesen Roman widmete Regàs ihren drei Geschwistern. Das Werk ist stark autobiographisch geprägt, da die Autorin ihre eigenen Erinnerungen an Bürgerkrieg und Nachkriegszeit, was sie selbst als Kind erlebt hatte, darin verarbeiten konnte. Rosa Regàs selbst sagt aber, dass sich der Roman seine eigene Realität schafft. Schon seit ihrer Kindheit wollte sie diesen Roman schreiben und damit die Schrecken der Diktatur und die Ungerechtigkeit und Grausamkeit des Krieges aufzeigen. 
In der Buchkritik von Juan A. Masoliver Ródenas in der spanischen Zeitung „La Vanguardia“ von 1999 heißt es, dass Regàs es mehr als zuvor geschafft hat, personale Erlebnisse mit denen des Kollektiv zu vereinen. Dieses Mal mit einer personalen Erzählerin, die durch andere Erzähler objektiviert wird. Es sei keine Beschreibung oder Nachzeichnung der Realität, sondern eine Rekonstruktion mit verschiedenen Versionen. Es geht vor allem um „Personajes sin historia“ (Figuren ohne Geschichte). Der Roman lebt von der Stärke der Charaktere und von einer leeren Kindheit, die mit Erzählungen gefüllt werden muss. Anstelle von Dokumentation stehen laut „La Vanguardia“ der Weg der Befreiung und Spuren, die nicht weggewischt werden können. Aber es ist auch ein lebendes Dokument dieser Epoche und Spiegel einer gestraften Gesellschaft. Die Fusion von Aussagen eines Zeitzeugen und Zweideutigkeit lassen den Roman für den Leser aus seiner Sicht zu einer Autobiographie werden. Laut der spanischen Zeitung ist der wichtigste Teil den die Autorin mit ihrem Werk zeigen wollte derjenige, der die Mittel aufzeigt, um in „das andere Gesicht des Mondes, das die Erleuchtung der verletzten Herzen der Spanier beinhaltet, zu schauen“. Bisher wurde der Roman nur in die französische Sprache übersetzt.